# Sandra Oxenryd
Sandra Oxenryd (n. 1 octombrie 1982, Kristinehamn, Comitatul Värmland, Suedia) este o cântăreață suedeză care a câștigat Fame Factory în 2005.